# Jean Dumont (scrittore)
Jean Dumont (Rouen, 13 gennaio 1667 – Vienna, 13 maggio 1727) è stato uno scrittore e storiografo francese.

## Biografia
Prima di stabilirsi in Austria, ha lungamente soggiornato nei Paesi Bassi e visitato numerosi stati europei, alla cui descrizione ha dedicato buona parte della sua opera pubblicistica: le Lettere storiche, in 28 volumi, sono comparse tra il 1692 e il 1710; il viaggio a Levante, con particolare riferimento alla Germania, alla Francia, all'Italia, a Malta e alla Turchia, anch'esso in più volumi, è del 1694 e ristampato nel 1699.  Il successo che ne raccolse gli fece ottenere la stima di Carlo VI d'Asburgo, il quale lo nominò storiografo di corte e gli concesse il titolo di barone di Carlscroon. A Dumont si deve la pubblicazione delle prime raccolte di atti e documenti diplomatici (1707), nell'ambito della storia delle relazioni internazionali. Ha scritto anche, in tre volumi, una Storia militare comprendente la strategia di Eugenio di Savoia, pubblicata postuma.